# ゆらめき
「ゆらめき」はDIR EN GREYが1999年に発表したシングル。3枚（今作と「アクロの丘」「残-ZAN-」）同日リリースのメジャー・デビュー・シングルの一つ。

## 概説
- 表題曲はTBS系『ワンダフル』枠内放送アニメ『日本一の男の魂』オープニングテーマ。現在までに最多売上を記録している。（18万枚）

## 曲目
1. ゆらめき
（作詞:京 作曲:Shinya 編曲:YOSHIKI & Dir en grey） 
小説のようなイメージと、現実味を出す事にこだわっており、そのため「3年前」といった具体的な言葉も登場してくる。本当は誕生日も入れたかったほどであるという。そのため、詞の構成もメロ付けの段階を無視した、小説を切り取ったようなものになっている。そうすることで「残-ZAN-」よりも深い痛みを表現したかったと語っている。
YOSHIKIはストリングスアレンジ・ピアノアレンジのアイディアを提案し、メンバーと相談しながら最終的なアレンジを固めていった[1]。
作曲を手がけたShinyaは、憧れていたX JAPANのYOSHIKIにピアノを担当してもらったことで、とても思い入れが深い曲だと語っている。
2024年に発表されたシングル「19990120」でのリアレンジでは、イントロはピアノソロから始まり、Aメロの末尾からバンドサウンドへ流れ込む構成となっている。
2. アクロの丘“K.N.Y. Mix”
（作詞:京 作曲:薫 編曲:Gary Adante, Rob Arbittier & Eddie DeLena）
「アクロの丘」のリミックス。

## 収録アルバム
| 曲名     | アルバムタイトル     | 概要                  |
| -------- | -------------------- | --------------------- |
| ゆらめき | GAUZE                | メジャー1stアルバム。 |
| ゆらめき | VESTIGE OF SCRATCHES | ベストアルバム。      |